# Juan Ruiz de Medina
Juan Ruiz de Medina (falecido a 30 de janeiro de 1507) foi um prelado católico romano que serviu como Bispo de Segóvia de 1502 a 1507, Bispo de Cartagena de 1495 a 1502 e Bispo de Badajoz de 1493 a 1495.